# Eudmoe arne
Eudmoe arne är en fjärilsart som beskrevs av Pieter Cramer 1775. Eudmoe arne ingår i släktet Eudmoe och familjen tandspinnare. Inga underarter finns listade i Catalogue of Life.